# Dénes Kőnig
Dénes Kőnig (* 21. September 1884 in Budapest, Österreich-Ungarn; † 19. Oktober 1944 ebenda) war ein ungarischer Mathematiker. Er war Sohn des Mathematikers Julius König. Er arbeitete vorwiegend über Graphentheorie und gilt zusammen mit Leonhard Euler, Arthur Cayley und Gustav Robert Kirchhoff als Begründer dieses Teilgebiets der Mathematik.

## Leben und Laufbahn

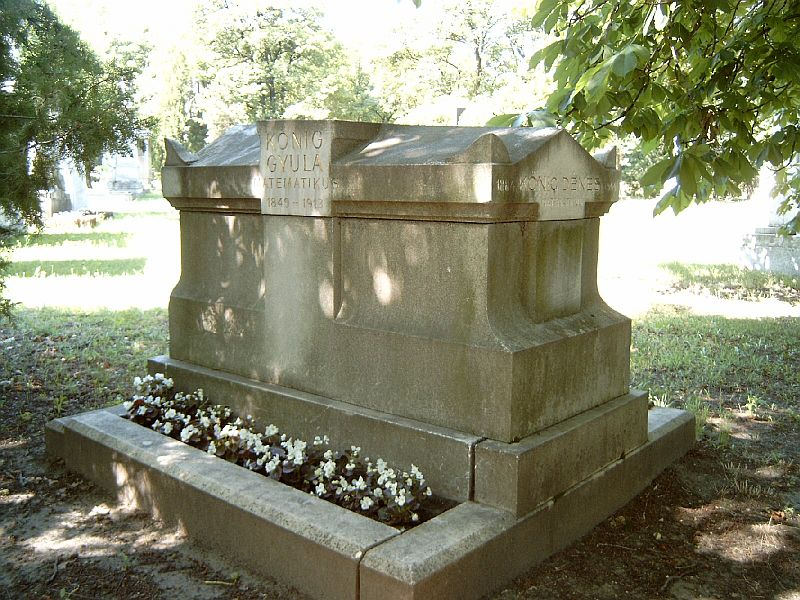
Grab von Dénes Kőnig und seinem Vater Julius auf dem Kerepesi temető in Budapest

Kőnig war ein hochbegabter Mathematiker und publizierte schon im Alter von 15 Jahren erste Arbeiten über eigene Forschungsergebnisse. Im Jahre 1902 begann er ein Mathematikstudium in Budapest, welches er in Göttingen 1907 fortsetzte. Im selben Jahr promovierte er und arbeitete seitdem bis zu seinem Tod an der Technischen Hochschule in Budapest. Dort wurde er im Jahre 1911 Privatdozent, im Jahre 1932 außerordentlicher Professor und im Jahre 1935 ordentlicher Professor.
Nach der nationalsozialistischen Besetzung Ungarns half Kőnig verfolgten Mathematikern. Einige Tage nach der Machtübernahme der ungarischen Nationalsozialisten beging er Suizid, da seine Inhaftierung aufgrund seiner jüdischen Wurzeln bevorstand.

## Wissenschaftliche Leistung
Die in Göttingen bei Hermann Minkowski gehörten Vorlesungen über das Vier-Farben-Problem erregten Kőnigs lebenslanges Interesse an der Graphentheorie. Seit 1911 hielt er in Budapest darüber eigene Vorlesungen. Seine im Jahre 1936 vorgelegte Monographie Theorie der endlichen und unendlichen Graphen gab die erste streng wissenschaftliche und umfassende Darstellung dieses mathematischen Teilgebiets und hat den Hauptanteil an deren Verbreitung. Seine wichtige Arbeit über die Faktorisierung bipartiter Graphen steht mit dem Heiratssatz von Philip Hall in enger Beziehung.
Kőnig war Autor beziehungsweise Koautor von mehr als 33 wissenschaftlichen Abhandlungen und Verfasser von 5 Büchern.
Zusammen mit seinem Bruder György (Georg) Kőnig stiftete Dénes Kőnig zum Andenken an den Vater den Gyula-Kőnig-Preis, dessen Ziel in der Förderung der Forschungstätigkeit junger Mathematiker besteht. Der Erhalt des Preises gilt als hohe wissenschaftliche Anerkennung.

## Dénes-Kőnig-Preis
2007 wurde von der Society for Industrial and Applied Mathematics (SIAM) der Dénes-Kőnig-Preis eingeführt. Der Preis wird alle zwei Jahre verliehen und ist mit einem Preisgeld von 1000 US-Dollar verbunden.

### Preisträger
- 2008 Adam Wade Marcus
- 2010 Jacob Fox
- 2012 Zeev Dvir
- 2014 Wojciech Samotij
- 2016 Lutz Warnke
- 2018 Yufei Zhao
- 2020 Matthew Kwan
- 2022 Sarah Peluse
- 2024 Jinyoung Park, Huy Tuan Pham

## Werke (Auswahl)
- Theorie der endlichen und unendlichen Graphen: Kombinatorische Topologie der Streckenkomplexe. AMS Chelsea Publ., Providence RI 2001, ISBN 3-322-00303-5 (Nachdr. d. Ausg. Leipzig 1936).